# Tutapeshta
Tutapeshta är en ort i Azerbajdzjan.   Den ligger i distriktet Lənkəran Rayonu, i den sydöstra delen av landet, 210 km söder om huvudstaden Baku. Antalet invånare är 940.
Terrängen runt Tutapeshta är platt österut, men västerut är den kuperad. Runt Tutapeshta är det ganska tätbefolkat, med 120 invånare per kvadratkilometer.. Närmaste större samhälle är Lankaran, 6,7 km norr om Tutapeshta.
Trakten runt Tutapeshta består till största delen av jordbruksmark.